# Регламент о предотвращении и противодействии сексуальному насилию над детьми
Регламент о предотвращении и противодействии сексуальному насилию над детьми (англ. Regulation to Prevent and Combat Child Sexual Abuse или CSAR) — проект регламента Европейского союза, предложенный Европейским комиссаром по внутренним делам Ильвой Юханссон 11 мая 2022 года.
Заявленная цель регламента заключается в предотвращении сексуального насилия над детьми в интернете посредством ряда мер, включая создание правовой базы, которая сделает для цифровых платформ обязательным на территории Евросоюза выявление и сообщение о материалах сексуального насилия над детьми. Критики законопроекта зачастую называют указанную меру либо законопроект в целом Chat Control и расценивают его как попытку внедрить систему массового слежения. Проект вводит широкий набор обязательств для определённых интернет-сервисов, включая интернет-провайдеров, магазины приложений, платформы для хостинга и сервисы обмена сообщениями (почтовые сервисы и мессенджеры).

## Предыстория
В Евросоюзе действует директива 2002/58/ЕС, регулирующая права на конфиденциальность в цифровой среде. В 2021 году ЕС принял временное исключение из неё, называемое критиками Chat Control 1.0, которое позволило сервисам электронной почты и операторам связи проверять сообщения на наличие материалов, содержащих сексуальное насилие над детьми. Оно не является обязательным и не затрагивает сообщения со сквозным шифрованием. Цель проекта регламента CSAR, называемого критиками Chat Control 2.0, заключается в том, чтобы сделать обязательным для поставщиков услуг сканирование сообщений на наличие материалов сексуального насилия над детьми и обходить сквозное шифрование.

## Критика и мнения
Сторонниками регламента выступает ряд агитационных групп, активистов и депутатов Европарламента, а также отдельные подразделения Европейской комиссии и Европарламента. Противниками являются организации гражданского общества и активисты, защищающие право на неприкосновенность частной жизни.
Президент Signal Мередит Уиттакер заявила, что мессенджер прекратит работу в ЕС, если проект будет принят, поскольку он «подрывает саму суть шифрования» и создаёт уязвимости, которыми смогут воспользоваться хакеры и государства.
Ряд организаций, включая Фонд электронных рубежей, Center for Democracy & Technology и Mozilla, подписали совместное заявление с призывом к ЕС отказаться от планов по сканированию пользовательского контента.

## Законодательный процесс
Дания в первый день своего председательства в ЕС 1 июля 2025 года вновь внесла проект регламента на рассмотрение. Предполагается, что акт может быть принят в октябре 2025 года, хотя с мая 2022 года законопроекту не удавалось собрать необходимое большинство.